# Steve Williams (musicien)
Pour les articles homonymes, voir Steve Williams.
Steve Williams, né le 7 janvier 1956 à Rochester, est batteur de jazz américain.
Il a acquis ses titres de noblesse en accompagnant pendant vingt-cinq ans, l'une des plus grandes pianistes et chanteuses de jazz, Shirley Horn.
Steve Williams a grandi à Washington, et étudié à l'université de Miami. Il y rejoint le groupe de Monty Alexander avec lequel il se produit sur la scène internationale. Il poursuit ensuite sa formation musicale auprès de Billy Hart à New York, à la fin des années 1970.
De retour à Washington, il joue sur la scène locale avec entre autres Clifford Jordan, Milt Jackson, Freddie Hubbard, Woodie Shaw, Joe Williams, Gary Bartz, Eddie Henderson, John Hicks, Larry Willis, Mulgrew Miller. Il intègre la formation de Gary Thomas, avec lequel il enregistre une de ses premières compositions "Pads".

Puis il rejoint Shirley Horn. Shirley Horn a conservé la même section rythmique pendant vingt-cinq ans : Charles Ables (contrebasse) et Steve Williams (batterie). Don Heckman a souligné dans le Los Angeles Times (2 février 1995) de 
« l'importance du bassiste Charles Ables et du batteur Steve Williams dans le son de Shirley Horn. Travaillant avec une subtilité débridée, la suivant à chacune de ses échappées improvisées, ils sont les accompagnateurs ideaux pour une artiste qui ne tolère clairement rien moins que la perfection. »
Sa relation musicale avec la pianiste et chanteuse lui donne l'occasion de jouer dans le monde entier et d'enregistrer avec des musiciens tels que Toots Thielemans, Branford Marsalis et Wynton Marsalis, Carmen McRae, Roy Hargrove et Miles Davis. 
Après sa longue collaboration avec Shirley Horn, qui s'achève à la mort de celle-ci, Steve Williams rejoint New York en 2006 et enseigne à la School of  Drumming de Michael Carvin. Il se produit entre autres avec le Slagle/Stryker Band, Paul Bollenbach, Roni Ben Hur, Larry Willis, le John Hicks Legacy Band, Bill Saxton, Bob Mover, Sara Lazarus, Ben Vereen. Il commence à tourner avec le Joe Lovano Nonet en octobre 2007. Il se produit régulièrement avec Eddie Henderson. Sa carrière croise à nouveau celle de Carmen Lundy à partir de 2008.
Parallèlement il poursuit son itinéraire musical au sein de son quintet, hard bop qui fait découvrir les compositions originales du groupe. Le quintet se produit pour la première fois en Europe au Festival de jazz de Capbreton en aout 2006. Son premier album en tant que leader, New Incentive, sort en 2007. Il y est accompagné par Olivier Hutman (p), Michael Bowie (b), Donvonte McCoy (t), et Antoine Roney (s). John Hicks, Gary Bartz et Roy Hargrove y sont invités. Renaud Czarnes, dans Les Échos du 26 janvier 2007 dit de ce disque qu'il "est une splendeur. La formation sonne et swingue merveilleusement. Elle ressuscite le genre d'émotions que l'on n'éprouve guère qu'à l'écoute des grandes sessions des années 1960. (...) Les compositions (...) sont éblouissantes(...) On se prend à les fredonner. (...) Il est de ceux qui donnent la force de se lever le matin et l'envie de prolonger la nuit."
Connu pour son raffinement auprès de Shirley Horn, il est aussi apprécié comme instrumentiste puissant et sensible favorisant la conversation musicale.

## Discographie
- 2006 : " New Incentive " (Steve Williams)
- 2005 : " But Beautiful " (Shirley Horn)
- 2003 : " May the Music Never Ends " (Shirley Horn)
- 2001 : " You're My Thrill " (Shirley Horn)
- 2004 : " Joe Williams's Finest Hour " (Joe Williams)
- 2000 : " The Legacy Lives On " (The Legacy Band)
- 2000 : " Sketches Of James " (Various)
- 2000 : " The Face Of Love " (Eugene Maslov)
- 1999 : " Trio+Strings " (John Hicks)
- 1998 : " American Rhapsody " (Vienna Art Orchestra)
- 1998 : " I Remember Miles " (Shirley Horn)
- 1997 : " Loving You " (Shirley Horn)
- 1997 : " Ballads from the Black Sea " (Datevik)
- 1996 : " Monterey Jazz Festival - 40 Legendary Years " (Various)
- 1996 : " The Main Ingredient " (Shirley Horn)
- 1995 : " Ramona " (Jeffrey Smith)
- 1994 : " Masters From Different Worlds " (Clifford Jordan-Ran Blake)
- 1994 : " I Love You Paris " (Shirley Horn)
- 1993 : " Light Out of Darkness " (Shirley Horn)
- 1992 : " Here's to Life " (Shirley Horn)
- 1992 : " Glengarry Glen Ross (soundtrack) " (Various)
- 1991 : " For My Lady " (Toots Thielemans)
- 1991 : " You Won't Forget Me " (Shirley Horn)
- 1990 : " Dedicated to You " (Carmen McRae)
- 1989 : " In Good Company " (Joe Williams)
- 1989 : " Close Enough for Love " (Shirley Horn)
- 1988 : " Softly " (Shirley Horn)
- 1988 : " Code Violations " (Gary Thomas)
- 1987 : " I Thought about You " (Shirley Horn)
- 1987 : " All of Me " (Shirley Horn)
- 1987 : " The Garden of the Blues " (Shirley Horn)